# Pietro Linari

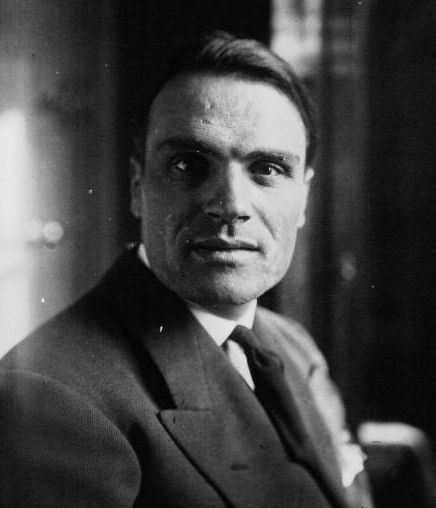
Pietro Linari (1929)

Pietro Linari (* 15. Oktober 1896 in Florenz; † 1. Januar 1972 ebenda) war ein italienischer Radrennfahrer.
Pietro Linari war einer der erfolgreichsten und vielseitigsten Radrennfahrer Italiens in den 1920er und 30er Jahren. Sein größter Erfolg war der Sieg bei Mailand–Sanremo 1924. Im selben Jahr gewann er den Giro dell’Emilia, 1925 und 1926 das Kriterium von Genf. Zweimal, 1922 und 1925, gewann er eine Etappe des Giro d’Italia, 1927 die Württemberg-Rundfahrt und Rund um Frankfurt. 1927 wurde er Zweiter im Eintagesrennen Rund um Leipzig hinter Albert Blattmann.
1929 wurde er Italienischer Meister im Sprint auf der Bahn. 1929 stellte er zudem einen Weltrekord über 500 Meter auf der Bahn auf.
Linari fuhr auch zahlreiche Sechstagerennen; er startete bei 36, von denen er vier gewinnen konnte. 1926 gewann er in New York mit Reggie McNamara, 1928 in Mailand mit Costante Girardengo, 1929 in Stuttgart mit Emil Richli und 1931 in Paris mit Alfredo Dinale.
Seit 1925 wird – mit Unterbrechungen – in Borgo a Buggiano (Gemeinde Buggiano, Toskana) die Coppa Linari für Nachwuchsfahrer ausgefahren. 2011 fand die 49. Austragung statt.